# Hochbrücke Wismar

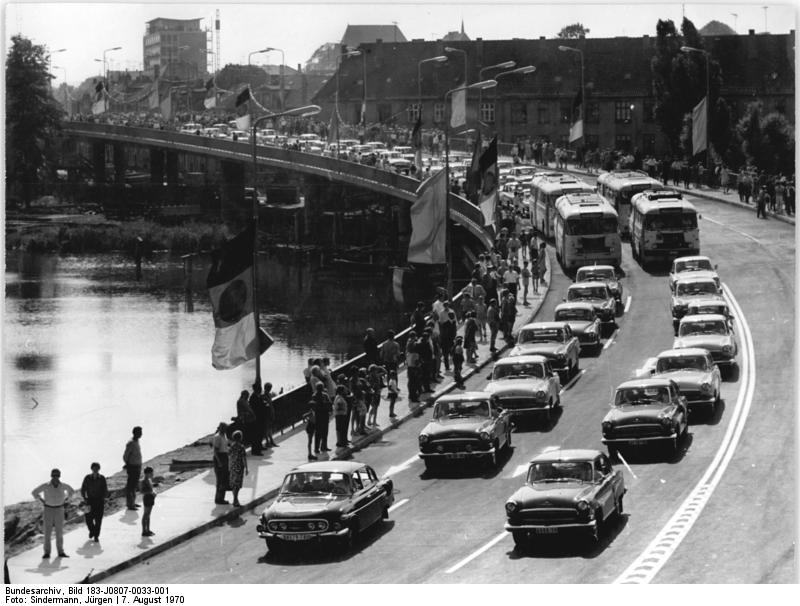
Hochbrücke am Tag der Freigabe am 7. August 1970.

Die Hochbrücke im Verlauf der Landesstraße 12 in Wismar in Mecklenburg-Vorpommern wurde 1970 erbaut und war einst die längste Spannbetonbrücke der DDR. Sie führt zum Teil über den Mühlenteich.
Nachdem sich die Rostocker Straße als einzige Ausfallstraße in östliche Richtung durch gestiegenes Verkehrsaufkommen zu einem Nadelöhr entwickelt hatte, wurde Ende der 1960er Jahre der Bau der Brücke beschlossen. Am 7. August 1970 wurde das 398 Meter lange Bauwerk eingeweiht. Die Baukosten betrugen 15,3 Millionen DDR-Mark.
Aufgrund des schlechten Untergrunds und daraus resultierender Schwierigkeiten mit der Statik wurde die Brücke 2004 und 2005 komplett überholt. Dabei wurden auch die Verkehrsführung und die Fußwegegestaltung geändert.
2012 fuhren täglich 19.000 Fahrzeuge über die Brücke, die wegen Baumängeln bereits im September 2011 für den Schwerlastverkehr über 7,5 Tonnen gesperrt wurde. Anschließend gab das Straßenbauamt Schwerin bekannt, dass das Bauwerk nur noch zehn Jahre nutzbar sein würde. Als Ersatz wurden daraufhin zunächst sechs unterschiedliche Varianten diskutiert. Zusätzlich zur Lasteinschränkung wurde im Jahr 2012 die Anzahl der Fahrstreifen von vier auf zwei reduziert. Zudem wurden die Prüfintervalle verkürzt und die kritischen Bereiche an der Brückenunterseite sind einer jährlich durchgeführten Sonderprüfung unterworfen. Seit 2015 wird der Zustand der Brücke auf einer Skala von 1 bis 4 mit „3,5 = ungenügend“ bewertet.
Die Neubaupläne erlitten im Juli 2020 einen Rückschlag, als sich die nach Abschluss der Voruntersuchung im Juli 2019 aus letztendlich zwölf geprüften Möglichkeiten ausgewählte Vorzugsvariante unerwartet zerschlug. Vorgesehen war ein Brückenneubau unter Einbeziehung des Geländes der in den 1890er Jahren errichteten ehemaligen Malzfabrik Wismaria, die abgerissen werden sollte. Ende 2019 hatte jedoch ein neuer Eigentümer die Fabrikruine übernommen und anschließend einen Sanierungs- und Nutzungsplan vorgelegt. Da das Landesamt für Kultur und Denkmalpflege Mecklenburg-Vorpommern die Erhaltenswürdigkeit der Wismaria als Baudenkmal ausdrücklich bestätigte, konnten die bisherigen Abrisspläne nicht weiterverfolgt und neue Varianten mussten geprüft werden.
Im April 2021 präsentierte das Straßenbauamt Schwerin eine neue Vorzugsvariante, die einen Ersatzneubau unmittelbar neben dem alten Bauwerk vorsieht. Eine Informations- und Diskussionsveranstaltung für die Bevölkerung fand im Juni 2021 statt. Die neue Vorzugsvariante befindet sich derzeit in der Planungsphase. Anfang 2021 wurde mit Kosten in Höhe von 23,2 Millionen Euro und einer Bauzeit von voraussichtlich drei Jahren kalkuliert. Der Zustand der alten Brücke zeigt den dringenden Handlungsbedarf auf. Vor Ort ist der Neubau jedoch nicht unumstritten. Ein Teil der Anwohner und die AG Baukultur favorisierten eine Unterführungslösung, und 2022 wurden in einem Wettbewerb Lösungsansätze präsentiert, die ohne neue Hochbrücke auskommen würden.[veraltet]